# Мајмунов мозак
Мајмунов мозак је контроверзно јело које се често приписује кинеској кухињи али је део и многих других кухиња.
Поред тога што се често сматра делом традиционалне кинеске кухиње која је била присутна и на царском двору у Пекингу, постоје и подаци да је у Индонезији због непотврђеног веровања да мајмунов мозак лечи импотенцију дошло до претераног лова на мајмуне и значајног смањивања њиховог броја, а и о томе да се мајмунов мозак користи у одређеним ритуалима у Африци када у процесу иницијације новог племенског поглавице он једе мозак уловљеног гориле.

## Индонезија
У Индонезији је 1994. године основана непрофитна организација ProFauna која се бави заштитом дивљих животиња и која је покренула кампању за смањење годишњих квота за лов на мајмуне, између осталог и због тога што се у појединим деловима Индонезије као што је град Медан у северној Суматри, живим мајмунима расеца лобања на пола како би власници ресторана у којима се на менију налазе специјалитети од мајмунског меса могли да им исисају мозак.

## Популарна култура о мајмуновом мозгу
Постоје наводи о томе да су наводи о постојању јела под називом мајмунов мозак класичан пример урбане легенде.
- Мондо филм (псеудодокументарни филм) под називом Faces of Death садржи сцену у којој група људи једе мајмунов мозак
- У филму Индијана Џоунс и уклети храм (1984) група људи је послужена са мајмуновим мозгом